# Internazionali di Tennis di San Marino 2000 - Qualificazioni singolare
Le qualificazioni del singolare  dell'Internazionali di Tennis di San Marino 2000 sono state un torneo di tennis preliminare per accedere alla fase finale della manifestazione. I vincitori dell'ultimo turno sono entrati di diritto nel tabellone principale. In caso di ritiro di uno o più giocatori aventi diritto a questi sono subentrati i lucky loser, ossia i giocatori che hanno perso nell'ultimo turno ma che avevano una classifica più alta rispetto agli altri partecipanti che avevano comunque perso nel turno finale.
Le qualificazioni del torneo Internazionali di Tennis di San Marino 2000 prevedevano 25 partecipanti di cui 4 sono entrati nel tabellone principale.

## Teste di serie
1. Marcelo Charpentier (Qualificato)
2. Stefano Tarallo (ultimo turno)
3. Igor' Kunicyn (ultimo turno)
4. Gianluca Luddi (ultimo turno)

1. Hugo Armando (Qualificato)
2. Olivier Malcor (Qualificato)
3. Stefano Cobolli (Qualificato)
4. Leoš Friedl (ultimo turno)

## Qualificati
1. Marcelo Charpentier
2. Stefano Cobolli

1. Olivier Malcor
2. Hugo Armando

## Tabellone

### Legenda
| - Q = Qualificato - WC = Wild card - LL = Lucky loser | - ALT = Alternate - SE = Special Exempt - PR = Protected Ranking | - w/o = Walkover - r = Ritirato - d = Squalificato |

### Sezione 1
|  | Primo turno    | Primo turno         | Primo turno         | Primo turno | Primo turno |  |  | Secondo turno | Secondo turno       | Secondo turno       | Secondo turno | Secondo turno |   |   | Ultimo turno | Ultimo turno        | Ultimo turno        | Ultimo turno | Ultimo turno |  |
|  |                |                     |                     |             |             |  |  |               |                     |                     |               |               |   |   |              |                     |                     |              |              |  |
|  |                |                     |                     |             |             |  |  |               |                     |                     |               |               |   |   |              |                     |                     |              |              |  |
|  |                |                     |                     |             |             |  |  | 1             | Marcelo Charpentier | Marcelo Charpentier | 6             | 1             |   |   |              |                     |                     |              |              |  |
|  | Davide Scala   | Davide Scala        | 6                   | 5           | 6           |  |  |               | Davide Scala        | Davide Scala        | 1             | 1r            |   |   |              |                     |                     |              |              |  |
|  | Eduardo Medica | Eduardo Medica      | 2                   | 7           | 0           |  |  |               |                     |                     |               |               |   |   | 1            | Marcelo Charpentier | Marcelo Charpentier | 6            | 6            |  |
|  | Omar Camporese | Omar Camporese      | 6                   | 3           | 7           |  |  |               |                     | 8                   | Leoš Friedl   | Leoš Friedl   | 4 | 4 |              |                     |                     |              |              |  |
|  | Mario Radić    | Mario Radić         | 2                   | 6           | 5           |  |  |               | Omar Camporese      | Omar Camporese      | 3             | 2             |   |   |              |                     |                     |              |              |  |
|  | 8              | Leoš Friedl         | Leoš Friedl         | 6           | 6           |  |  | 8             | Leoš Friedl         | Leoš Friedl         | 6             | 6             |   |   |              |                     |                     |              |              |  |
|  |                | Riccardo Capannelli | Riccardo Capannelli | 1           | 3           |  |  |               |                     |                     |               |               |   |   |              |                     |                     |              |              |  |

### Sezione 2
|  | Primo turno             | Primo turno             | Primo turno             | Primo turno | Primo turno |  |  | Secondo turno | Secondo turno           | Secondo turno           | Secondo turno   | Secondo turno |   |   | Ultimo turno | Ultimo turno    | Ultimo turno | Ultimo turno | Ultimo turno |  |
|  |                         |                         |                         |             |             |  |  |               |                         |                         |                 |               |   |   |              |                 |              |              |              |  |
|  |                         |                         |                         |             |             |  |  |               |                         |                         |                 |               |   |   |              |                 |              |              |              |  |
|  |                         |                         |                         |             |             |  |  | 2             | Stefano Tarallo         | Stefano Tarallo         | 6               | 6             |   |   |              |                 |              |              |              |  |
|  | Jose-Ezequiel Lido-Mico | Jose-Ezequiel Lido-Mico | Jose-Ezequiel Lido-Mico | 6           | 6           |  |  |               | Jose-Ezequiel Lido-Mico | Jose-Ezequiel Lido-Mico | 2               | 1             |   |   |              |                 |              |              |              |  |
|  | William Forcellini      | William Forcellini      | William Forcellini      | 3           | 1           |  |  |               |                         |                         |                 |               |   |   | 2            | Stefano Tarallo | 6            | 5            | 2            |  |
|  | Petr Kovačka            | Petr Kovačka            | Petr Kovačka            | 7           | 6           |  |  |               |                         | 7                       | Stefano Cobolli | 2             | 7 | 6 |              |                 |              |              |              |  |
|  | Pedro Rico Garcia       | Pedro Rico Garcia       | Pedro Rico Garcia       | 64          | 0           |  |  |               | Petr Kovačka            | Petr Kovačka            | 3               | 5             |   |   |              |                 |              |              |              |  |
|  |                         |                         |                         |             |             |  |  | 7             | Stefano Cobolli         | Stefano Cobolli         | 6               | 7             |   |   |              |                 |              |              |              |  |
|  |                         |                         |                         |             |             |  |  |               |                         |                         |                 |               |   |   |              |                 |              |              |              |  |

### Sezione 3
|  | Primo turno         | Primo turno         | Primo turno         | Primo turno | Primo turno |  |  | Secondo turno | Secondo turno       | Secondo turno  | Secondo turno  | Secondo turno  |   |   | Ultimo turno | Ultimo turno  | Ultimo turno  | Ultimo turno | Ultimo turno |  |
|  |                     |                     |                     |             |             |  |  |               |                     |                |                |                |   |   |              |               |               |              |              |  |
|  |                     |                     |                     |             |             |  |  |               |                     |                |                |                |   |   |              |               |               |              |              |  |
|  |                     |                     |                     |             |             |  |  | 3             | Igor' Kunicyn       | 3              | 6              | 6              |   |   |              |               |               |              |              |  |
|  | Pablo Garcia-Gaitan | Pablo Garcia-Gaitan | Pablo Garcia-Gaitan | 6           | 6           |  |  |               | Pablo Garcia-Gaitan | 6              | 2              | 2              |   |   |              |               |               |              |              |  |
|  | Domenico Vicini     | Domenico Vicini     | Domenico Vicini     | 4           | 2           |  |  |               |                     |                |                |                |   |   | 3            | Igor' Kunicyn | Igor' Kunicyn | 1            | 4            |  |
|  | Simone Amorico      | Simone Amorico      | Simone Amorico      | 7           | 6           |  |  |               |                     | 6              | Olivier Malcor | Olivier Malcor | 6 | 6 |              |               |               |              |              |  |
|  | Jack Waite          | Jack Waite          | Jack Waite          | 64          | 2           |  |  |               | Simone Amorico      | Simone Amorico | 3              | 0              |   |   |              |               |               |              |              |  |
|  |                     |                     |                     |             |             |  |  | 6             | Olivier Malcor      | Olivier Malcor | 6              | 6              |   |   |              |               |               |              |              |  |
|  |                     |                     |                     |             |             |  |  |               |                     |                |                |                |   |   |              |               |               |              |              |  |

### Sezione 4
|  | Primo turno           | Primo turno           | Primo turno | Primo turno | Primo turno |  |  | Secondo turno | Secondo turno  | Secondo turno | Secondo turno | Secondo turno |   |   | Ultimo turno | Ultimo turno   | Ultimo turno | Ultimo turno | Ultimo turno |  |
|  |                       |                       |             |             |             |  |  |               |                |               |               |               |   |   |              |                |              |              |              |  |
|  |                       |                       |             |             |             |  |  |               |                |               |               |               |   |   |              |                |              |              |              |  |
|  |                       |                       |             |             |             |  |  | 4             | Gianluca Luddi | 63            | 6             | 6             |   |   |              |                |              |              |              |  |
|  | Uros Vico             | Uros Vico             | Uros Vico   | 6           | 6           |  |  |               | Uros Vico      | 7             | 3             | 4             |   |   |              |                |              |              |              |  |
|  | Andre Lopes           | Andre Lopes           | Andre Lopes | 3           | 0           |  |  |               |                |               |               |               |   |   | 4            | Gianluca Luddi | 63           | 6            | 0            |  |
|  | Diego del Río         | Diego del Río         | 4           | 6           | 7           |  |  |               |                | 5             | Hugo Armando  | 7             | 4 | 6 |              |                |              |              |              |  |
|  | Alessandro Rondinelli | Alessandro Rondinelli | 6           | 0           | 5           |  |  |               | Diego del Río  | Diego del Río | 3             | 2             |   |   |              |                |              |              |              |  |
|  |                       |                       |             |             |             |  |  | 5             | Hugo Armando   | Hugo Armando  | 6             | 6             |   |   |              |                |              |              |              |  |
|  |                       |                       |             |             |             |  |  |               |                |               |               |               |   |   |              |                |              |              |              |  |